# Каскын Самаров
Каскы́н Сама́ров (баш. Ҡасҡын Һамаров) — сотник и походный старшина Тамьянской волости, один из главных предводителей Крестьянской войны (1773—1775).

## Краткая биография
Каскын Самаров родился в деревне Мустафино (Саитово) (ныне Мелеузовский район РБ) Тамьянской волости Стерлитамакского уезда Оренбургской губернии. С 1761 года назначается сотником.
К началу Крестьянской войны Каскын был уже опытным военачальником. Он являлся походным старшиной Тамьянской волости. В 1771—1773 гг. в числе 11 старшин возглавлял одну из команд башкирского войска, которые участвовали в боевых действиях против Барской конфедерации в Польше. Командиром войска был Кулый Болтачев, а его заместителем — Каип Зиямбетов.
Вернувшись на родину, в самом начале восстания Каскын переходит на сторону повстанцев. Прибыв в Берду, он явился к старшине Кинзе Арсланову, а тот уверил его в истинности царя и представил его Пугачёву. В конце аудиенции Пугачёв назначил Каскына старшиной и «велел ему служить верою себе».
12 октября 1773 года он со своим отрядом взял Воскресенский медеплавильный завод и присоединил к своему отряду заводских крестьян.
18 октября 1773 года Каскын Самаров получает чин полковника от Пугачёва. Был одним из предводителей бунта в районе Чесноковки, которые под общим командованием Чика Зарубина взяли в осаду Уфу.

«Уфу осаждали две группы бунтовщиков — башкиры, возглавлявшиеся своим прославленным предводителем — Каскыном Самаровым, который считал что честь взятия города (для чего, однако, у него не было достаточно сил) должна принадлежать только ему, и небольшой отряд русских бунтовщиков. Общее руководство осадой осуществлял Зарубин»— П. Паскаль. Пугачёвский бунт. Уфа, 2010. С.92
С апреля 1774 года, отряд под предводительством Самарова в течение полугода вел активные действия против карателей в юго-западных, южных и центральных волостях Уфимской провинции.
В марте 1774 года он полностью отходит от повстанческой деятельности, но уже в мае того же года вновь примыкает к восставшим и по октябрь ведет борьбу с карательными отрядами правительственных войск.
В ноябре 1774 года Каскын Самаров явился с повинной к подполковнику И. Л. Тимашеву. В феврале 1775 года отправлен в Следственную комиссию в Казань и был помилован.
В 1777 года был старшиной Тамьянской волости. Его дальнейшая судьба неизвестна.

## В литературе
Каскын Самаров упоминается А. С. Пушкиным в архивных заготовках материалов к «Истории Пугачева».

## Примечание
1. ↑  Статья в Башкортостан: Краткая энциклопедия (недоступная ссылка)
2. ↑  Ҡолбахтин Н. М. Ҡасҡын Һамаров (баш.) // Ватандаш. — 2005. — № 2. — С. 89—98. — ISSN 1683-3554. Архивировано 19 апреля 2014 года.
3. ↑  Пушкин А. С. Т.IX. С.535, 632, 653